# Pomarzanki (powiat wągrowiecki)
Pomarzanki – osada w Polsce położona w województwie wielkopolskim, w powiecie wągrowieckim, w gminie Skoki.
W latach 1975–1998 miejscowość administracyjnie należała do województwa poznańskiego.

## Liczba mieszkańców
- 1864 rok - 157[4]
- 1885 rok - 164[5]